# Honda Africa Twin
L'Honda Africa Twin, és una motocicleta de tipus trail. Està basada en la NXR-800, que va guanyar el Ral·li París Dakar 3 cops a finals dels anys 80. El model va aparèixer el 1988 amb un motor de 650 centímetres cúbics.
Com a característiques generals, compta amb un motor bicilíndric amb els cilindres en "V", que desenvolupa una potència al voltant de 60CV, segons la versió. El pes és força alt per ser una motocicleta de muntanya, i per tant, no és adequada per pistes en molt mal estat o molt revirades. La seva fiabilitat i gran capacitat de càrrega les converteix, però, en unes grans motocicletes per fer viatges llargs. No és gens estrany veure aquests models per les pistes del Sàhara, l'Àfrica Subsahariana, l'altiplà Bolivià, o altres llocs de difícil accés.

## Versions

### RD-03
El primer model de Africa Twin es denominava XRV650. Presentava un motor bicilíndric en "V", d'uns 50CV de potència, que és compartit amb altres models de la marca, com la NTV 650. Aquesta versió, tot i ser la menys potent, era la que més s'assemblava als models del Dakar que pretenien emular, sent la més lleugera i la que tenia més distància lliure a terra. Posteriors versions van ser més còmodes i més potents però menys aptes per abandonar l'asfalt.

### RD-04
El 1990 va sortir la XRV750, un motor de 750 centímetres cúbics basat en el de l'anterior RD-03. Aquesta versió presentava més parell motor, un radiador d'oli, un xassís reforçat i millors frens que l'anterior. Aquestes millores, però, van augmentar el pes en 17 kg, fet que li va fer perdre habilitats com a motocicleta de muntanya i augmentar habilitats sobre l'asfalt.

### RD-07
El 1993 va aparèixer la darrera versió, que es va fabricar fins al 2003. Aquesta versió era 8 kg més lleugera, i amb un xassís redissenyat, en combinació amb un filtre d'aire sota el dipòsit de benzina, permetia baixar l'alçada del seient de 88 a 86,2 cm, permetent que gent de menys alçada la pogués conduir més còmodament. L'ajust extern de la suspensió de darrere es va substituir per un model no regulable per estalviar costos i es va canviar el color de les llantes.

## Models Relacionats
- Honda Transalp
- Honda NTV650
- BMW R1200GS